# العلاقات الأوغندية اللاوسية
العلاقات الأوغندية اللاوسية هي العلاقات الثنائية التي تجمع بين أوغندا ولاوس.

## مقارنة بين البلدين
هذه مقارنة عامة ومرجعية للدولتين:
| وجه المقارنة                                              | أوغندا                        | لاوس        |
| --------------------------------------------------------- | ----------------------------- | ----------- |
| المساحة (كم2)                                             | 241.04 ألف                    | 236.80 ألف  |
| عدد السكان (نسمة)                                         | 42.86 مليون                   | 6.86 مليون  |
| الكثافة السكانية (ن./كم²)                                 | 177.81                        | 28.97       |
| العاصمة                                                   | كامبالا                       | فيينتيان    |
| اللغة الرسمية                                             | لغة إنجليزية، اللغة السواحلية | اللغة اللاو |
| العملة                                                    | شيلينغ أوغندي                 | كيب لاوي    |
| الناتج المحلي الإجمالي (بليون دولار)                      | 25.89 مليار                   | 16.85 مليار |
| الناتج المحلي الإجمالي (تعادل القوة الشرائية) بليون دولار | 72.25 مليار                   | 38.71 مليار |
| الناتج المحلي الإجمالي الاسمي للفرد دولار أمريكي          | 705                           | 1.82 ألف    |
| الناتج المحلي الإجمالي للفرد دولار أمريكي                 | 1.77 ألف                      |             |
| مؤشر التنمية البشرية                                      | 0.483                         | 0.575       |
| رمز المكالمات الدولي                                      | +256                          | +856        |
| رمز الإنترنت                                              | .ug                           | .la         |
| المنطقة الزمنية                                           | ت ع م+03:00                   | ت ع م+07:00 |

## منظمات دولية مشتركة
يشترك البلدان في عضوية مجموعة من المنظمات الدولية، منها:
| علم المنظمة | اسم المنظمة                        | تاريخ انضمام أوغندا | تاريخ انضمام لاوس |
| ----------- | ---------------------------------- | ------------------- | ----------------- |
|             | مؤسسة التنمية الدولية              | 27 سبتمبر 1963      | 28 أكتوبر 1963    |
|             | يونسكو                             | 9 نوفمبر 1962       | 9 يوليو 1951      |
|             | وكالة ضمان الاستثمار متعدد الأطراف | 10 يونيو 1992       | 5 أبريل 2000      |
|             | الأمم المتحدة                      | 25 أكتوبر 1962      | 14 ديسمبر 1955    |
|             | البنك الدولي للإنشاء والتعمير      | 27 سبتمبر 1963      | 5 يوليو 1961      |
|             | منظمة حظر الأسلحة الكيميائية       | ?                   | ?                 |
|             | مؤسسة التمويل الدولية              | 27 سبتمبر 1963      | 29 يناير 1992     |
|             | منظمة الشرطة الجنائية الدولية      | ?                   | ?                 |

## وصلات خارجية
- موقع وزارة الخارجية الأوغندية
- موقع وزارة الخارجية اللاوسية